# Cœurs joyeux
Pour plus de détails, voir Fiche technique et Distribution.
Cœurs joyeux est un film français de Hanns Schwarz et Max de Vaucorbeil, sorti en 1932.

## Synopsis
Un jeune homme, Charles, opérateur dans un cinéma de quartier, est soupçonné d'avoir participé à un vol de bijoux. Sa fiancée, Lucette, voudrait le sauver mais il faudrait, pour cela, dénoncer son frère Olivier qui est le chef de la bande de voleurs. Lucette va voir la victime, le bijoutier Van-Hoolst qui consent à retirer sa plainte contre restitution des bijoux. Les voleurs ne respectent pas le marché mais, finalement, l'opérateur est innocenté et devient propriétaire du cinéma.

## Fiche technique
- Réalisation : Max de Vaucorbeil (version française)
- Scénario : Henry Koster
- Adaptation, dialogue : Jean Guignebert
- Décors : Enrico Metzner
- Photographie : Eugen Schüfftan
- Musique : Paul Abraham, Helmuth Wolfes
- Chansons Ça n'sert à rien de penser au lendemain, Mon bonheur est avec toi
- Pays :  France
- Format :  Son mono - 35 mm - Noir et blanc - 1,37:1
- Production : Pathé-Natan (Bernard Natan)
- Genre : Comédie dramatique
- Durée : 77 min.
- Date de sortie : 
  - France : 2 décembre 1932

## Distribution
- Gabriel Gabrio : Olivier, le chef de la bande
- Jean Gabin  : Charles dit Charlot, le projectionniste
- Josseline Gaël : Lucette, la sœur d'Olivier
- Henri Vilbert : Théo, un homme de la bande
- René Bergeron : le faux maître-d'hôtel, un homme de la bande
- Lucien Callamand : Philippe, un homme de la bande
- Georges Vitray : le faux Van-Hoolst, un homme de la bande
- Marcel Delaitre : Jules, le pianiste ami de Charles
- Paul Amiot : Mr Hendrick Van-Hoolst, bijoutier

## Autour du film
Ce film est la version française de Zigeuner einer nacht, film de Hanns Schwarz, sorti quelques semaines plus tôt en Allemagne, avec cette fois, en vedette, Jenny Jugo (dans le rôle de Lucette).